# Mission Erde – Sie sind unter uns/Episodenliste
Diese Episodenliste enthält alle Episoden der kanadisch-US-amerikanischen Science-Fiction-Fernsehserie Mission Erde – Sie sind unter uns (o.T. Earth: Final Conflict), sortiert nach der US-amerikanischen Erstausstrahlung. Zwischen 1997 und 2002 entstanden in fünf Staffeln insgesamt 110 Episoden mit einer Länge von jeweils etwa 43 Minuten.

## Übersicht
| Staffel | Episodenanzahl | Erstausstrahlung USA | Erstausstrahlung USA | Deutschsprachige Erstausstrahlung | Deutschsprachige Erstausstrahlung |
| Staffel | Episodenanzahl | Staffelpremiere      | Staffelfinale        | Staffelpremiere                   | Staffelfinale                     |
| ------- | -------------- | -------------------- | -------------------- | --------------------------------- | --------------------------------- |
| 1       | 22             | 6. Oktober 1997      | 27. Juli 1998        | 3. Juni 1999                      | 21. Oktober 1999                  |
| 2       | 22             | 5. Oktober 1998      | 17. Mai 1999         | 28. Oktober 1999                  | 23. März 2000                     |
| 3       | 22             | 4. Oktober 1999      | 15. Mai 2000         | 20. April 2000                    | 22. Februar 2001                  |
| 4       | 22             | 2. Oktober 2000      | 15. Mai 2001         | 25. September 2001                | 12. Juli 2007                     |
| 5       | 22             | 1. Oktober 2001      | 20. Mai 2002         | –                                 | –                                 |

## Staffel 1
Die US-amerikanische Erstausstrahlung der ersten Staffel erfolgte vom 6. Oktober 1997 bis zum 27. Juli 1998 (Content-Syndication). Die deutschsprachige Erstausstrahlung fand vom 3. Juni bis zum 21. Oktober 1999 auf dem deutschen Free-TV-Sender VOX statt.
| Nr. (ges.) | Nr. (St.) | Deutscher Titel                  | Originaltitel             | Erstausstrahlung USA | Deutschsprachige Erstausstrahlung (D) | Regie             | Drehbuch                                                                 |
| ---------- | --------- | -------------------------------- | ------------------------- | -------------------- | ------------------------------------- | ----------------- | ------------------------------------------------------------------------ |
| 1          | 1         | Im Griff des Taelons             | Decision                  | 6. Okt. 1997         | 3. Juni 1999                          | Allan Eastman     | Gene Roddenberry                                                         |
| 2          | 2         | Bittere Wahrheit                 | Truth                     | 13. Okt. 1997        | 3. Juni 1999                          | Allan Eastman     | Richard C. Okie & Raymond Hartung                                        |
| 3          | 3         | Wunderheilung                    | Miracle                   | 20. Okt. 1997        | 10. Juni 1999                         | David Warry-Smith | Dorothy Fontana                                                          |
| 4          | 4         | Avatar                           | Avatar                    | 27. Okt. 1997        | 17. Juni 1999                         | Jeff Woolnough    | Malcolm MacRury                                                          |
| 5          | 5         | Der Feind im Bett                | Old Flame                 | 3. Nov. 1997         | 24. Juni 1999                         | Ken Girotti       | Paul Gertz                                                               |
| 6          | 6         | Das Geheimnis der Schmetterlinge | Float Like a Butterfly    | 10. Nov. 1997        | 1. Juli 1999                          | Jeff Woolnough    | Paul Gertz                                                               |
| 7          | 7         | Palastrevolution                 | Resurrection              | 17. Nov. 1997        | 8. Juli 1999                          | Milan Cheylov     | Paul Gertz                                                               |
| 8          | 8         | Hinter dem Horizont              | Horizon Zero              | 24. Nov. 1997        | 15. Juli 1999                         | David Warry-Smith | Richard C. Okie                                                          |
| 9          | 9         | Außer Kontrolle                  | Scorpions Dream           | 29. Dez. 1997        | 22. Juli 1999                         | Ken Girotti       | Harry Kloor                                                              |
| 10         | 10        | Entführt                         | Live Free or Die          | 5. Jan. 1998         | 29. Juli 1999                         | David Warry-Smith | Malcolm MacRury                                                          |
| 11         | 11        | Das Geheimnis der Vogelscheuche  | The Scarecrow Returns     | 12. Jan. 1998        | 5. Aug. 1999                          | David Warry-Smith | Paul Gertz                                                               |
| 12         | 12        | Amoklauf                         | Sandoval’s Run            | 19. Jan. 1998        | 12. Aug. 1999                         | Milan Cheylov     | Paul Aitken                                                              |
| 13         | 13        | Das keltische Grabmal            | The Secret of Strandhill  | 2. Feb. 1998         | 19. Aug. 1999                         | Gordon Langevin   | George Carson                                                            |
| 14         | 14        | Die Büchse der Pandora           | Pandora’s Box             | 9. Feb. 1998         | 26. Aug. 1999                         | Tibor Takács      | Malcolm MacRury                                                          |
| 15         | 15        | Botschaft aus vergangener Zeit   | If You Could Read My Mind | 16. Feb. 1998        | 2. Sep. 1999                          | Milan Cheylov     | Paul Gertz & Julie Beers                                                 |
| 16         | 16        | Tödlicher Virus                  | Wrath of Achilles         | 23. Feb. 1998        | 9. Sep. 1999                          | Stephen Williams  | Damian Kindler                                                           |
| 17         | 17        | Vertrauter Feind                 | The Devil You Know        | 13. Apr. 1998        | 16. Sep. 1999                         | Stephen Williams  | Raymond Hartung                                                          |
| 18         | 18        | Der Prozeß                       | Law & Order               | 20. Apr. 1998        | 23. Sep. 1999                         | Joseph L. Scanlan | David Kirschner & Paul Gertz                                             |
| 19         | 19        | Das Zeitfenster                  | Through the Looking Glass | 27. Apr. 1998        | 30. Sep. 1999                         | Bruce Pittman     | Malcolm MacRury                                                          |
| 20         | 20        | Die Epidemie                     | Infection                 | 27. Juli 1998        | 7. Okt. 1999                          | Milan Cheylov     | Paul Gertz & Julie Beers Idee: Rod Roddenberry, Paul Gertz & Julie Beers |
| 21         | 21        | Russisches Roulette              | Destruction               | 4. Mai 1998          | 14. Okt. 1999                         | Ross Clyde        | Mary Crawford & Alan Templeton Idee: Paul Gertz                          |
| 22         | 22        | Fremdkörper                      | The Joining               | 11. Mai 1998         | 21. Okt. 1999                         | Neill Fearnley    | Jonas McCord Idee: Paul Gertz & Jonas McCord                             |

## Staffel 2
Die US-amerikanische Erstausstrahlung der zweiten Staffel erfolgte vom 5. Oktober 1998 bis zum 17. Mai 1999 (Content-Syndication). Die deutschsprachige Erstausstrahlung fand vom 28. Oktober 1999 bis zum 23. März 2000 auf dem deutschen Free-TV-Sender VOX statt.
| Nr. (ges.) | Nr. (St.) | Deutscher Titel        | Originaltitel           | Erstausstrahlung USA | Deutschsprachige Erstausstrahlung (D) | Regie            | Drehbuch                                                                                             |
| ---------- | --------- | ---------------------- | ----------------------- | -------------------- | ------------------------------------- | ---------------- | --- |
| 23         | 1         | Das Erste seiner Art   | First of Its Kind       | 5. Okt. 1998         | 28. Okt. 1999                         | Allan Kroeker    | Paul Gertz & Jonas Moisé                                                                             |
| 24         | 2         | Atavus                 | Atavus                  | 12. Okt. 1998        | 4. Nov. 1999                          | Neill Fearnley   | Brian Nelson                                                                                         |
| 25         | 3         | Die vierte Dimension   | A Stitch in Time        | 19. Okt. 1998        | 11. Nov. 1999                         | James Head       | Brian Nelson Idee: Michael Berlin                                                                    |
| 26         | 4         | Die Spiegelwelt        | Dimensions              | 26. Okt. 1998        | 18. Nov. 1999                         | Brett Dowler     | Alan Swayze Idee: Paul Gertz, Jonas Moisé & Alan Swayze                                              |
| 27         | 5         | Dem Tode geweiht       | Moonscape               | 2. Nov. 1998         | 25. Nov. 1999                         | Ross Clyde       | Jean Marc DeMatteis Idee: Gerald Sanford & Jean Marc DeMatteis                                       |
| 28         | 6         | Der tiefe Schlaf       | The Sleepers            | 9. Nov. 1998         | 2. Dez. 1999                          | James Head       | Jean Marc DeMatteis                                                                                  |
| 29         | 7         | Parasiten              | Fissures                | 16. Nov. 1998        | 9. Dez. 1999                          | Ross Clyde       | Paul Gertz Idee: Stephen Roloff                                                                      |
| 30         | 8         | Das letzte Tribunal    | Redemption              | 23. Nov. 1998        | 16. Dez. 1999                         | Allan Kroeker    | Paul Gertz & Jonas Moisé                                                                             |
| 31         | 9         | Zwischen den Welten    | Isabel                  | 28. Dez. 1998        | 23. Dez. 1999                         | Ross Clyde       | Paul Gertz                                                                                           |
| 32         | 10        | Selbstversuch          | Between Heaven and Hell | 4. Jan. 1999         | 30. Dez. 1999                         | Neill Fearnley   | Julie Beers                                                                                          |
| 33         | 11        | Der Jaridian           | Gauntlet                | 11. Jan. 1999        | 6. Jan. 2000                          | William Gereghty | Alan Levy                                                                                            |
| 34         | 12        | Menschenmaschinen      | One Man’s Castle        | 18. Jan. 1999        | 13. Jan. 2000                         | William Gereghty | Melissa M. Park                                                                                      |
| 35         | 13        | Zweite Chance          | Second Chances          | 1. Feb. 1999         | 20. Jan. 2000                         | Milan Cheylov    | Paul Gertz                                                                                           |
| 36         | 14        | Späte Rache            | Payback                 | 8. Feb. 1999         | 27. Jan. 2000                         | Vincenzo Natali  | Lisa Klink Idee: Guy Mullally                                                                        |
| 37         | 15        | Kamikaze               | Friendly Fire           | 15. Feb. 1999        | 3. Feb. 2000                          | Vincenzo Natali  | Richard Maxwell                                                                                      |
| 38         | 16        | Die Schattenkrieger    | Volunteers              | 22. Feb. 1999        | 10. Feb. 2000                         | Ross Clyde       | Lisa Klink Idee: Paul Gertz & Lisa Klink                                                             |
| 39         | 17        | Unter Drogen           | Bliss                   | 12. Apr. 1999        | 17. Feb. 2000                         | Terry Ingram     | Gabrielle G. Stanton & Harry Werksman Idee: Sean Jara                                                |
| 40         | 18        | Die Entführung         | Highjacked              | 19. Apr. 1999        | 24. Feb. 2000                         | James Head       | Gabrielle G. Stanton & Harry Werksman Idee: Carleton Eastlake, Gabrielle G. Stanton & Harry Werksman |
| 41         | 19        | Die Vertrauensfrage    | Defector                | 26. Apr. 1999        | 2. März 2000                          | Ross Clyde       | Paul Gertz Idee: Paul Gertz & Carleton Eastlake                                                      |
| 42         | 20        | Die Wunderwaffe        | Heroes & Heartbreak     | 3. Mai 1999          | 9. März 2000                          | Jim Kaufman      | Richard Maxwell                                                                                      |
| 43         | 21        | Kosmische Flaschenpost | Message in a Bottle     | 10. Mai 1999         | 16. März 2000                         | James Head       | Gabrielle G. Stanton & Harry Werksman                                                                |
| 44         | 22        | Der Todessstoß         | Crossfire               | 17. Mai 1999         | 23. März 2000                         | Ross Clyde       | Lisa Klink Idee: Jonas Moisé                                                                         |

## Staffel 3
Die US-amerikanische Erstausstrahlung der dritten Staffel erfolgte vom 4. Oktober 1999 bis zum 15. Mai 2000 (Content-Syndication). Die deutschsprachige Erstausstrahlung fand vom 20. April 2000 bis zum 22. Februar 2001 auf dem deutschen Free-TV-Sender VOX statt.
| Nr. (ges.) | Nr. (St.) | Deutscher Titel         | Originaltitel             | Erstausstrahlung USA | Deutschsprachige Erstausstrahlung (D) | Regie           | Drehbuch                                                      |
| ---------- | --------- | ----------------------- | ------------------------- | -------------------- | ------------------------------------- | --------------- | ------------------------------------------------------------- |
| 45         | 1         | Ausnahmezustand         | Crackdown                 | 4. Okt. 1999         | 20. Apr. 2000                         | Allan Kroeker   | Paul Gertz & Cory Tynan                                       |
| 46         | 2         | Spurlos                 | The Vanished              | 11. Okt. 1999        | 27. Apr. 2000                         | Allan Kroeker   | Cory Tynan                                                    |
| 47         | 3         | Die totale Erinnerung   | Déjà Vu                   | 18. Okt. 1999        | 11. Mai 2000                          | Brenton Spencer | Ethlie Ann Vare                                               |
| 48         | 4         | Das Substrat            | Emancipation              | 25. Okt. 1999        | 4. Mai 2000                           | Ross Clyde      | Howard Chaykin                                                |
| 49         | 5         | Das Königsgrab          | The Once and Future World | 1. Nov. 1999         | 18. Mai 2000                          | James Head      | George Geiger                                                 |
| 50         | 6         | Blutsverwandte          | Thicker Than Blood        | 8. Nov. 1999         | 25. Mai 2000                          | James Head      | George Geiger                                                 |
| 51         | 7         | Die Neue Generation     | A Little Bit of Heaven    | 15. Nov. 1999        | 1. Juni 2000                          | Brenton Spencer | Howard Chaykin                                                |
| 52         | 8         | Das Spiel               | Pad’ar                    | 22. Nov. 1999        | 8. Juni 2000                          | Ross Clyde      | Howard Chaykin Idee: Paul Gertz & Howard Chaykin              |
| 53         | 9         | Camouflage              | In Memory                 | 29. Nov. 1999        | 23. Nov. 2000                         | Terry Ingram    | Cory Tynan                                                    |
| 54         | 10        | Das Kloster             | The Cloister              | 11. Dez. 1999        | 30. Nov. 2000                         | Ross Clyde      | Ethlie Ann Vare                                               |
| 55         | 11        | Showtime                | Interview                 | 3. Jan. 2000         | 7. Dez. 2000                          | Brenton Spencer | Cory Tynan Idee: Paul Gertz & Cory Tynan                      |
| 56         | 12        | Liebe deinen Feind      | Keep Your Enemies Closer  | 10. Jan. 2000        | 14. Dez. 2000                         | Terry Ingram    | George Geiger                                                 |
| 57         | 13        | Die Agentin             | Subterfuge                | 17. Jan. 2000        | 21. Dez. 2000                         | Andrew Potter   | Ethlie Ann Vare                                               |
| 58         | 14        | Verbrannte Erde         | Scorched Earth            | 7. Feb. 2000         | 28. Dez. 2000                         | J. Miles Dale   | Howard Chaykin                                                |
| 59         | 15        | Den Tod im Leib         | Sanctuary                 | 14. Feb. 2000        | 4. Jan. 2001                          | Michael Robison | Howard Chaykin                                                |
| 60         | 16        | Mit aller Macht         | Through Your Eyes         | 21. Feb. 2000        | 11. Jan. 2001                         | Brenton Spencer | Marcus Miller Idee: Cory Tynan & Marcus Miller                |
| 61         | 17        | Zeitbombe               | Time Bomb                 | 28. Feb. 2000        | 18. Jan. 2001                         | Ross Clyde      | George Geiger                                                 |
| 62         | 18        | Die Erscheinung         | Apparition                | 17. Apr. 2000        | 1. Feb. 2001                          | Michael Robison | George Geiger                                                 |
| 63         | 19        | Götterdämmerung         | The Fields                | 24. Apr. 2000        | 25. Jan. 2001                         | John Stead      | Cory Tynan                                                    |
| 64         | 20        | Außer Kontrolle         | One Taelon Avenue         | 1. Mai 2000          | 8. Feb. 2001                          | John Stead      | John Whelpley                                                 |
| 65         | 21        | Der geheimnisvolle Code | Abduction                 | 8. Mai 2000          | 15. Feb. 2001                         | Andrew Potter   | Howard Chaykin Idee: Paul Gertz, Cory Tynan & Howard Chaykin  |
| 66         | 22        | Notlandung              | Arrival                   | 15. Mai 2000         | 22. Feb. 2001                         | Brenton Spencer | John Whelpley Idee: George Geiger, Cory Tynan & John Whelpley |

## Staffel 4
Die US-amerikanische Erstausstrahlung der vierten Staffel erfolgte vom 2. Oktober 2000 bis zum 15. Mai 2001 (Content-Syndication). Die deutschsprachige Erstausstrahlung der ersten 16 Folgen fand vom 25. September 2001 bis zum 15. Januar 2002 auf dem deutschen Free-TV-Sender VOX statt. Die Folgen 17 bis 22 wurden erstmals vom 5. bis zum 12. Juli 2007 auf dem deutschen Free-TV-Sender Tele 5 gezeigt.
| Nr. (ges.) | Nr. (St.) | Deutscher Titel       | Originaltitel         | Erstausstrahlung USA | Deutschsprachige Erstausstrahlung (D) | Regie           | Drehbuch                                           |
| ---------- | --------- | --------------------- | --------------------- | -------------------- | ------------------------------------- | --------------- | -------------------------------------------------- |
| 67         | 1         | Die Bombe tickt       | The Forge of Creation | 2. Okt. 2000         | 25. Sep. 2001                         | Michael Robison | George Geiger                                      |
| 68         | 2         | Illegale Geschäfte    | Sins of the Father    | 9. Okt. 2000         | 25. Sep. 2001                         | Will Dixon      | Robin Bernheim                                     |
| 69         | 3         | Der Klon              | First Breath          | 16. Okt. 2000        | 2. Okt. 2001                          | John Stead      | John Whelpley                                      |
| 70         | 4         | Energieverlust        | Limbo                 | 23. Okt. 2000        | 9. Okt. 2001                          | Brenton Spencer | John Whelpley                                      |
| 71         | 5         | Goldfieber            | Motherlode            | 30. Okt. 2000        | 16. Okt. 2001                         | Brenton Spencer | George Geiger                                      |
| 72         | 6         | Selbstmordkommando    | Take No Prisoners     | 6. Nov. 2000         | 23. Okt. 2001                         | John Stead      | Marcus Miller                                      |
| 73         | 7         | Die zweite Welle      | The Second Wave       | 13. Nov. 2000        | 30. Okt. 2001                         | Andrew Potter   | Stephen Roloff                                     |
| 74         | 8         | Gefühlstransfer       | Essence               | 20. Nov. 2000        | 6. Nov. 2001                          | Rod Pridy       | Fiona Avery Idee: Fiona Avery & Joel Metzger       |
| 75         | 9         | Der Beschützer        | Phantom Companion     | 27. Nov. 2000        | 13. Nov. 2001                         | Brenton Spencer | John Whelpley                                      |
| 76         | 10        | Tödliche Träume       | Dream Stalker         | 4. Dez. 2000         | 20. Nov. 2001                         | Andrew Potter   | Robin Bernheim                                     |
| 77         | 11        | Die Klon-Fabrik       | Lost Generation       | 15. Jan. 2001        | 27. Nov. 2001                         | Rod Pridy       | Jennifer Barrow                                    |
| 78         | 12        | Doppelgänger          | The Summit            | 22. Jan. 2001        | 4. Dez. 2001                          | Bruce Pittman   | George Geiger                                      |
| 79         | 13        | Dunkle Materie        | Dark Matter           | 29. Jan. 2001        | 11. Dez. 2001                         | David Winning   | Brad Falchuk                                       |
| 80         | 14        | Schlüssel zum Leben   | Keys to the Kingdom   | 5. Feb. 2001         | 18. Dez. 2001                         | Andrew Potter   | Robin Bernheim                                     |
| 81         | 15        | Die sechste Dimension | Street Chase          | 12. Feb. 2001        | 8. Jan. 2002                          | Will Dixon      | John Whelpley                                      |
| 82         | 16        | Die Zeitfalle         | Trapped by Time       | 19. Feb. 2001        | 15. Jan. 2002                         | Martin Wood     | George Geiger                                      |
| 83         | 17        | Der Verrat            | Atonement             | 26. Feb. 2001        | 5. Juli 2007                          | Brenton Spencer | John Whelpley                                      |
| 84         | 18        | Fremdenenergie        | Blood Ties            | 16. Apr. 2001        | 6. Juli 2007                          | Martin Wood     | Brad Falchuk                                       |
| 85         | 19        | Der Schattenmann      | Hearts and Minds      | 23. Apr. 2001        | 9. Juli 2007                          | Andrew Potter   | Robin Bernheim Idee: Brad Falchuk & Robin Bernheim |
| 86         | 20        | Das Orakel der Kimera | Epiphany              | 30. Apr. 2001        | 10. Juli 2007                         | Will Dixon      | Robin Bernheim Idee: Michael Goldberg              |
| 87         | 21        | Die zweite Invasion   | Dark Horizons         | 7. Mai 2001          | 11. Juli 2007                         | Andrew Potter   | George Geiger Idee: Stephen Roloff                 |
| 88         | 22        | Die Verschmelzung     | Point of No Return    | 15. Mai 2001         | 12. Juli 2007                         | Michael Robison | John Whelpley & Robin Bernheim                     |

## Staffel 5
Die US-amerikanische Erstausstrahlung der fünften Staffel erfolgte vom 1. Oktober 2001 bis zum 20. Mai 2002 (Content-Syndication). Bisher entstand keine deutschsprachige Synchronisation.
| Nr. (ges.) | Nr. (St.) | Deutscher Titel | Originaltitel     | Erstausstrahlung USA | Deutschsprachige Erstausstrahlung (D) | Regie           | Drehbuch                                         | Übersetzung des Originaltitel |
| ---------- | --------- | --------------- | ----------------- | -------------------- | ------------------------------------- | --------------- | ------------------------------------------------ | ----------------------------- |
| 89         | 1         | –               | Unearthed         | 1. Okt. 2001         | –                                     | Andrew Potter   | John Whelpley                                    | Ungeerdet / Ausgegraben       |
| 90         | 2         | –               | Pariahs           | 8. Okt. 2001         | –                                     | Will Dixon      | George Geiger                                    | Parias / Parasiten            |
| 91         | 3         | –               | The Seduction     | 15. Okt. 2001        | –                                     | Andrew Potter   | Stephen Roloff                                   | Die Verführung                |
| 92         | 4         | –               | Subterra          | 22. Okt. 2001        | –                                     | Will Dixon      | Mark Amato                                       | Unterwelt                     |
| 93         | 5         | –               | Boone’s Awakening | 29. Okt. 2001        | –                                     | David Winning   | Paul Gertz                                       | Boone’s Erwachen              |
| 94         | 6         | –               | Termination       | 5. Nov. 2001         | –                                     | David Winning   | David Ransil                                     | Beendigung                    |
| 95         | 7         | –               | Guilty Conscience | 12. Nov. 2001        | –                                     | David Winning   | Gene O’Neill & Noreen Tobin                      | Schlechtes Gewissen           |
| 96         | 8         | –               | Boone’s Assassin  | 19. Nov. 2001        | –                                     | David Winning   | Paul Gertz                                       | Boones Meuchelmörder          |
| 97         | 9         | –               | Entombed          | 26. Nov. 2001        | –                                     | Brenton Spencer | Harold Apter                                     | Begraben                      |
| 98         | 10        | –               | Legacy            | 14. Jan. 2002        | –                                     | David Winning   | Stephen Roloff                                   | Vermächtnis                   |
| 99         | 11        | –               | Death Suite       | 21. Jan. 2002        | –                                     | Andrew Potter   | Meredith Muncy                                   | Todes-Suite                   |
| 100        | 12        | –               | Atavus High       | 28. Jan. 2002        | –                                     | Brenton Spencer | Brad Falchuk                                     | Atavus Hoch                   |
| 101        | 13        | –               | Deep Sleep        | 4. Feb. 2002         | –                                     | Brenton Spencer | Mark Amato                                       | Tiefer Schlaf                 |
| 102        | 14        | –               | Art of War        | 11. Feb. 2002        | –                                     | Brenton Spencer | Paul Gertz & John Whelpley                       | Kunst des Krieges             |
| 103        | 15        | –               | Grave Danger      | 18. Feb. 2002        | –                                     | James Rait      | David Ransil                                     | Große Gefahr                  |
| 104        | 16        | –               | Deportation       | 25. Feb. 2002        | –                                     | Kelly Makin     | Mark Amato                                       | Deportation                   |
| 105        | 17        | –               | Honor and Duty    | 8. Apr. 2002         | –                                     | Martin Wood     | Paul Gertz & John Whelpley                       | Ehre und Pflicht              |
| 106        | 18        | –               | Bad Genes         | 15. Apr. 2002        | –                                     | Bruce Pittman   | John Whelpley                                    | Schlechte Gene                |
| 107        | 19        | –               | Subversion        | 22. Apr. 2002        | –                                     | Martin Wood     | David Ransil                                     | Umsturz                       |
| 108        | 20        | –               | Street Wise       | 29. Apr. 2002        | –                                     | Will Dixon      | Paul B. Margolis                                 | Straßenweisheit               |
| 109        | 21        | –               | The Journey       | 13. Mai 2002         | –                                     | David Winning   | John Whelpley Idee: John Whelpley & Kathy Rudzik | Die Reise                     |
| 110        | 22        | –               | Final Conflict    | 20. Mai 2002         | –                                     | Andrew Potter   | Paul Gertz Idee: Paul Gertz & John Whelpley      | Letzter Konflikt              |